# Alfred Renndorfer
Alfred Karl Heinrich Renndorfer (* 29. Juli 1910 in München; † 11. Oktober 1983 ebenda) war ein deutscher SS-Hauptsturmführer und Leiter der Außenstelle Sicherheitspolizei und SD in Baranowicze.

## Leben
Alfred Renndorfer war Sohn eines Verwaltungssekretärs. Im Jahre 1923 trat er in den Jungsturm ein. Nach dem Besuch der Volksschule erlernte er das Feinmechanikerhandwerk, das er 1929 mit der Gesellenprüfung abschloss. Bis 1931 studierte er den Maschinenbau an dem Technikum in München, aber aus finanziellen Gründen musste er schließlich sein Studium abbrechen.
Zum 1. März 1932 trat er der NSDAP (Mitgliedsnummer 1.012.146) und SA bei. Im Herbst 1933 wurde er in den Sicherheitsdienst (SD) aufgenommen (SS-Nummer 107.378). Seine Tätigkeit beim SD führte Renndorfer zunächst von München aus über Stuttgart (SD-Oberabschnitt Süd-West), Lörrach (hier war er Leiter der Grenznachrichtendienststelle) und Konstanz (Leiter der Nachrichtenzweigstelle IV des SD-Oberabschnittes Süd-West). Nach dem Anschluss Österreichs wurde er zur SD-Leitstelle Wien versetzt.
Ende Juni 1942 wurde er zum Osteinsatz abkommandiert. Er kam über Wien zum Befehlshaber der Sicherheitspolizei und des Sicherheitsdienstes (BdS) in Riga. Anfang August 1942 hatte er sich beim Kommandeur der Sicherheitspolizei und des SD (KdS) Weißruthenien in Minsk zu melden. Im August 1942 übernahm Renndorfer die Leitung der KdS-Außenstelle in Hancewicze. Ende September oder Anfang Oktober 1942 löste er  wegen Partisanenaktionen als Repressalie in Lenin das Ghetto auf und ermordete 180 Juden. Wenig später ließ er alle Bewohner des Ghettos Pohost-Zahorodzki, mindestens 100 Männer, Frauen und Kinder erschießen.
Von Herbst 1943 bis zum Februar 1944 leitete er die KdS-Außenstelle in Baranowicze. Hier ließ er mindestens 60 Juden, die für die BdS-Außenstelle arbeiteten, 100 Juden der Organisation Todt in Baranowicze
und 100 Juden, die auf dem Landgut Koldyczewo tätig waren, in vorbereiteten Gruben erschießen.
Anschließend gehörte er kurze Zeit als Kommandeur des Einsatzkommandos 8 zum Stab der Einsatzgruppe B an.
Im Januar 1946 wurde er von den amerikanischen Besatzungstruppen in der Nähe von Esslingen festgenommen. Am 15. November 1947 wurde er aus der Internierung entlassen. Im Jahre 1948 wurde er von der Spruchkammer in Moosburg in die Gruppe III eingestuft. Seit 1958 lebte er in München. Hier war er als Konstrukteur bei einem Betrieb für die Herstellung optischer und feinmechanischer Geräte beschäftigt. Am 21. Januar 1966 wurde er vom Landgericht München I wegen Beihilfe zum Mord in 446 Fällen zu 5 Jahren Zuchthaus verurteilt. Am 30. Dezember 1966 wurde er auf Bewährung aus der Strafanstalt Kaisheim entlassen.